# Haliplus distinctus
Haliplus distinctus är en skalbaggsart som beskrevs av Wallis 1933. Haliplus distinctus ingår i släktet Haliplus och familjen vattentrampare. Inga underarter finns listade i Catalogue of Life.